# Hamish MacInnes
Hamish MacInnes, né le 7 juillet 1930 à Gatehouse of Fleet en Écosse et mort le 22 novembre 2020, est un alpiniste, sauveteur de haute montagne et écrivain britannique.

## Biographie
Hamish MacInnes a gravi de nombreux sommets en Écosse dont une grande partie des falaises du Glen Coe, ce qui lui vaut le surnom de Fox of Glencoe. Il a amélioré certains éléments du matériel d'escalade dont les pitons à glace, a créé le brancard utilisé lors des sauvetages héliportés et a introduit le secours en montagne moderne en Écosse. Il est aussi intervenu en tant que conseiller sécurité, acteur et doublure dans de nombreux films dont La Sanction et Mission.